# Anguilla bicolor
Anguilla bicolor är en fiskart som beskrevs av Mcclelland, 1844. Anguilla bicolor ingår i släktet Anguilla och familjen egentliga ålar. IUCN kategoriserar arten globalt som livskraftig.

## Underarter
Arten delas in i följande underarter:
- A. b. bicolor
- A. b. pacifica